# R&B/Hip-Hop Airplay
La R&B/Hip-Hop Airplay (precedentemente nota come Hot R&B/Hip-Hop Airplay ) è una classifica musicale pubblicata dalla rivista Billboard che classifica le migliori canzoni R&B e Hip hop negli Stati Uniti, in base alle impressioni del pubblico basandosi su un pannello di stazioni radio monitorate da Nielsen Broadcast Data Systems.
La Airplay Hot R&B/Hip-Hop comprende due classifiche airplay separate, entrambe basate sugli airplay anziché sulle impressioni del pubblico: Mainstream R&B/Hip-Hop e Adult RB Airplay.

## Record
| Posizione | Nome dell'artista | Numero di singoli posizionati primi | Rif.  |
| --------- | ----------------- | ----------------------------------- | ----- |
| 1         | Drake             | 25                                  | [ 1 ] |
| 2         | Usher             | 15                                  |       |
| 3         | R. Kelly          | 8                                   | [ 2 ] |
| 3         | Alicia Keys       | 8                                   | [ 2 ] |
| 3         | Lil Wayne         | 8                                   | [ 2 ] |
| 6         | Beyoncé           | 7                                   | [ 3 ] |